# Розанна Ск'яффіно
Розанна Ск'яффіно (італ. Rosanna Schiaffino; 25 листопада 1938 — 17 жовтня 2009) — італійська акторка.

## Біографія
У віці 14-ти років стала переможницею конкурсу краси «Міс Лігурія». Завдяки наполегливості матері і сестри Розанна з'явилася на великому екрані.  
З 1956 року в кіно. Дебютувала в фільмах режисера П'єтро Франчіска «Орландо і Палладіна у Франції» (Анжеліка) і в комедії Каміло Мастрочінкве «Totò, lascia o raddoppia?» (Коломба).  
Популярність в Італії до Скьяффіно прийшла після ролі у фільмі «La Notte Brava» (1959). Міжнародну популярність здобула після виходу фільмів «Викрадення сабінянок» (1961) і «Тесей проти мінотавра» (1961, реж. Сільвіо Амадіо). В останньому Скьяффіно виконала дві ролі — злої принцеси Паедри і діви Аріадни.   Виконала роль Анни-Марії в одній з новел фільму «Рогопаг» (1963).  
Розанна Скьяффіно активно знімалася в фільмах різних жанрів в Англії, Франції, США та Італії.  
Успіх актрисі принесли роботи — Барзеллі в драмі Вінсента Мінеллі «Два тижні в іншому місті» (1962), Жанна де Беве в пригодницькій стрічці Андре Юннебеля «Таємниці Бургундського двору» (1961), Марія у військовій драмі Карла Формена «Переможці» (1963), Арлетт в драмі Теренса Янга «Авантюрист» (1967), Вівіан в трилері Джузеппе Бенатті «Вбивця зарезервував дев'ять місць» (1974).  
Розанна Скьяффіно була надзвичайно популярною в Італії та за її межами в 1960-і роки. Завдяки яскравій зовнішності слава Розанни Скьяффіно змагалася з популярністю інших італійських красунь — Джиною Лоллобриджидою і Софі Лорен.  
У 1978 році одна з найкрасивіших актрис Італії несподівано пішла з кіно.  
Мала двох дітей — дочку Аннабеллу і сина Гвідо.  
Восени 2009 року Розанна Скьяффіно померла після важкої тривалої хвороби на 71-му році життя. Похована в Портофіно поруч з могилою матері.

## Фільмографія
- Totò, lascia o raddoppia? (1956)
- Orlando e i Paladini di Francia (1956)
- La sfida (1958)
- Il vendicatore (1959)
- Un ettaro di cielo (1959)
- La notte brava (1959)
- Ferdinando I, re di Napoli (1959)
- Minotaur, the Wild Beast of Crete (1960)
- Le bal des espions (1960)
- L'onorata società  (1961)
- Lafayette (1961)
- Teseo contro il minotauro (1961)
- Le miracle des loups (1961)
- Il ratto delle sabine (1961)
- I briganti italiani (1962)
- Le Crime ne paie pas (1962)
- Два тижні в іншому місті (1962)
- Axel Munthe - Der Arzt von San Michele (1962)
- La corruzione (1963)
- Ro.Go.Pa.G. (1963)
- The Victors (1963)
- Кораблі вікінгів / The Long Ships (1964)
- Sette contro la morte (1964)
- Das Geheimnis der drei Dschunken (1965)
- The Mandrake (1965)
- La strega in amore (1966)
- El Greco (1966)
- Drop Dead Darling (1966)
- The Rover (1967)
- Encrucijada para una monja (1967)
- Scacco alla regina (1969)
- Simon Bolivar (1969)
- La betìa ovvero in amore per ogni gaudenza ci vuole sofferenza (1971)
- 7 fois... par jour (1971)
- Trastevere (1971)
- Il magnate (1973)
- The Man Called Noon (1973)
- The Heroes (1973)
- Commissariato di notturna (1974)
- Il testimone deve tacere (1974)
- L'assassino ha riservato nove poltrone (1974)
- Ettore lo fusto (1974)
- Cagliostro (1975)
- La trastienda  (1975)
- La ragazza dalla pelle di corallo (1976)
- Don Giovanni in Sicilia (1977)